# Urzulei
Urzulei är en ort och kommun i provinsen Nuoro i regionen Sardinien i Italien. Kommunen hade 1 215 invånare (2017).